# バルバトル (小惑星)
バルバトル (12895 Balbastre) は、小惑星帯に位置する小惑星である。エリック・エルストがヨーロッパ南天天文台で発見した。
18世紀のフランスの作曲家・オルガニスト・ハープシコード奏者、クロード＝ベニーニュ・バルバトルから命名された。